# Sobre el concepto de historia
Las Tesis sobre filosofía de la historia, obra también conocida como Sobre el concepto de historia (por su traducción de la versión original en alemán Über den Begriff der Geschichte), es un ensayo escrito por Walter Benjamin entre 1939 y 1940 en París, unos meses antes de que se suicidase en Portbou, mientras huía de la persecución de la Gestapo.
Fue publicado por primera vez en 1942 por el Instituto de Investigación Social, al que se adscribe la denominada Escuela de Frankfurt, y constituye uno de los trabajos más conocidos del autor alemán de origen judío. Está considerado una obra de referencia filosófica y política. También es uno de los textos de Benjamin que más controversia ha generado.

## Resumen
Las Tesis abordan el concepto de historia en relación con el progreso, en un enfoque que combina las múltiples referencias de Walter Benjamin. Más concretamente, está el enfoque marxista, al que el texto se refiere frecuentemente. Por un lado, hace referencia al "historiador materialista" y, por otro, al mesianismo y a la teología (especialmente a la teología judía). La redención (tikkun, en la teología judía) es utilizada con regularidad como un lugar de encuentro entre el pasado y el presente.
A lo largo del ensayo, Benjamin hace uso de analogías poéticas y científicas para exponer su crítica al historicismo. Para él, el historiador es un "profeta que mira hacia atrás" y la historia debe ser contada desde el la perspectiva de los vencidos, no de los vencedores.
Dos de las tesis más destacadas de la obra son la Tesis I, analogía basada en El Turco; y la Tesis IX, inspirada en el Angelus Novus de Paul Klee sobre el que Benjamin basa su conocida teoría "El ángel de la historia". 
Walter Benjamin escribió las Tesis entre diciembre de 1939 y principios de 1940. La invasión alemana de Europa se ha intensificado. El pacto germano-soviético, firmado en 1939, puso fin temporalmente a los movimientos de protesta y desorientó a gran parte de la izquierda y a los movimientos antifascistas. Walter Benjamin, como muchos intelectuales judíos alemanes y austríacos apátridas, ya no estaba a salvo en Francia. Benjamin se suicidó en Portbou (Girona), una vez cruzada la frontera española.
La crítica a la idea de progreso tendrá una gran influencia posterior, sobre todo en la Escuela de Frankfurt, fundamental para la comprensión de estos del fascismo como una consecuencia directa de la modernidad. El texto se hace más incisivo y necesario por el contexto, aunque su alcance es universal. 
Gershom Scholem, quien es mencionado en las Tesis, propuso que la negación de Benjamin del materialismo histórico marxista viene del pacto Molotov-Ribbentrop de 1939. En este acuerdo, la Unión Soviética, de bases marxista-leninistas, llegó a un pacto de no agresión con la Alemania antisemita. A raíz de este acontecimiento, Benjamin abogaría por una vuelta a la teología y a la metafísica.

## Estructura y contenido
El texto está compuesto por 20 breves párrafos numerados: 18 tesis y 2 apéndices. El propio Benjamin era traductor, pero solo tuvo tiempo de traducir, del alemán al francés, 13 de las tesis antes de su muerte. Todas las Tesis se articularán a partir de la oposición entre "materialismo histórico" e "historicismo".
La Tesis I se basa en El Turco, la historia de la máquina de ajedrez del siglo XVIII inventada por Johann Nepomuk Maelzel, y que Edgar Allan Poe utilizó en uno de sus cuentos. Benjamin hace una analogía entre el autómata de ajedrez y el materialismo histórico, proponiendo que, a pesar de que Karl Marx intenta mantener la objetivididad científica positivista, el materialismo histórico consiste en realidad en un engaño religioso.
La Tesis II parte de la reflexión de Rudolf Hermann Lotze acerca de la falta de envidia del presente respecto del pasado que caracteriza al ser humano. Benjamin teoriza que la envidia se encuentra más bien en todas las posibilidades no realizadas en el pasado, en los hombres con los que habríamos podido hablar pero jamás hablamos y en las mujeres a las que podríamos haber conocido pero jamás lo hicimos. De ahí deduce que a toda representación de la felicidad le es inherente la representación de la redención, y a cada generación le corresponde una cierta tarea de redimir a las anteriores, tarea de la que, para Benjamin, se habrá de encargar el materialismo histórico. 
En la Tesis III, Walter Benjamin reivindica la importancia de los sucesos aparentemente menores de la historia, y argumenta que solo una humanidad redimida podrá valerse de esos instantes, pues esta dispondrá de cada uno de los momentos de la historia sin importar su grandeza o su irrelevancia. 
La Tesis IV viene introducida por una cita de Georg Wilhelm Friedrich Hegel: «Buscad primero comida y vestimenta, que el reino de Dios se os dará luego por sí mismo».
Benjamin argumenta que el historiador marxista ha de ser consciente de que no hay ninguna elevación o redención posible en la lucha de clases sin la conquista de las cosas ásperas y materiales; sin embargo, el marxista no ha de perder de vista dicho horizonte espiritual, que se mantiene vivo en forma de la confianza y el coraje que los dominados presentan pese a todas las derrotas que puedan sufrir. Benjamin utiliza la metáfora de las flores volviendo hacia el Sol su corola para referirse a dicho coraje y denuedo que persiste en los dominados que miran hacia «el sol que se levanta en el cielo de la historia». 
La Tesis V trata lo pasado como una «imagen que relampaguea», como un momento fugaz que el historiador del materialismo histórico ha de recuperar y salvar del olvido, pues es probable que esa verdad que no se le puede escapar al marxista esté abriéndose al vacío en el mismo momento en que es rescatada. 

En la Tesis VI, Benjamin expone las dos formas posibles de recuperación de un evento histórico. En primer lugar, la Konstruktion, el que según Benjamin debería ser el método del materialismo histórico. La construcción implica una interacción entre el contexto presente y el tiempo en que el acontecimiento histórico es recuperado. La narración de un acontecimiento histórico es como una cita del pasado, siempre cambiando de sentido. La Re-konstruktion es el método del historicismo al que se opone Benjamin. El objetivo de este procedimiento es entender un acontecimiento histórico como una fotografía fijada en el pasado histórico, dispuesta en el pasado para que el historiador la recoja.

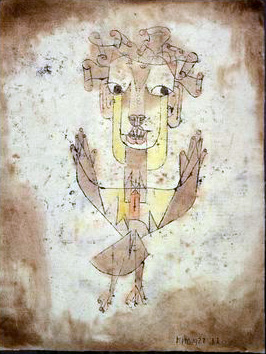
Dibujo de Paul Klee en 1920 adquirido por Walter Benjamin, quien lo utilizó como referencia para su teoría 'El ángel de la historia'

En la Tesis VII, Benjamin critica la noción historicista que realiza una reconstrucción histórica apoyándose en la visión de los vencedores. El marxista, argumenta Walter Benjamin, ha de ser consciente de que en la raíz de toda victoria histórica hay una relación de explotación de la que participan «no solo los grandes genios (...), sino (...) la servidumbre anónima de sus contemporáneos». A la visión sesgada del historicismo, que resulta útil a las clases dominantes de cada momento, Benjamin contrapone la mirada distanciada del materialista histórico, que habrá de tener presente que todo documento de cultura es a la vez un documento de barbarie, y habrá de tener como cometido «pasarle a la historia el cepillo a contrapelo».
En la Tesis VIII, Benjamin ataca la visión progresista de la historia que lleva a algunos a horrorizarse de que un fenómeno como el fascismo tenga cabida en el presuntamente avanzado y desarrollado siglo XX. Benjamin sugiere que el historiador que considera el progreso como una norma histórica es en realidad un aliado del fascismo, pues su noción progresista lo lleva a legitimar su existencia como un estadio más del progreso histórico. Para Benjamin, el historiador marxista ha de atacar de raíz esta visión progresista, comprendiendo que el fascismo no se ha de ver ni como un estadio más ni como una «excepción» a la norma del progreso, sino como parte de una regla a la que han estado sometidos siempre los oprimidos. 

La Tesis IX hace referencia explícita a la pintura Angelus Novus (1920) de Paul Klee, que perteneció a Walter Benjamin (y Gershom Scholem la heredó posteriormente). En este párrafo se desarrolla una de las claves para entender la crítica del filósofo al historicismo, basada en una negación del pasado como continuum de progreso. El "ángel de la historia", inspirado en el Angelus Novus de Klee, está de espaldas al futuro. Benjamin invierte así el materialismo histórico de Marx, centrado en presagiar un futuro revolucionario, para afirmar que la verdadera tarea del materialismo histórico debe ser la de "salvar el pasado". La Tesis IX completa: 
Hay un cuadro de Klee que se titula Angelus Novus. En él se representa a un ángel que parece como si estuviese a punto de alejarse de algo en lo que fija su mirada. Los ojos como platos, la boca, muy abierta, las alas, totalmente extendidas. Este debe de ser el aspecto del ángel de la historia. Ha vuelto el rostro hacia el pasado. Allí donde nosotros vemos un encadenamiento de hechos, él ve una única catástrofe que acumula incesantemente una ruina tras otra, arrojándolas a sus pies. Bien quisiera él detenerse, despertar a los muertos y recomponer tanta destrucción. Pero, desde el Paraíso, sopla una tempestad que se ha enredado en sus alas y que es tan fuerte que el ángel ya no puede cerrarlas. Esta tempestad lo empuja hacia el futuro, al que él da la espalda, mientras que los montones de ruinas van creciendo ante él hasta llegar al cielo. Esta tempestad es lo que nosotros llamamos 'progreso'.

La Tesis X se refiere a la clase política de la Alemania de Weimar, en concreto a la socialdemócrata, a la que Walter Benjamin tacha de cómplice con el fascismo. Para ello alude a tres razones: la fe incondicional de los políticos en el progreso, su confianza en las masas, y su inserción dentro del aparato burocrático de la política institucional, que la lleva a aceptar todo resultado democrático como legítimo. De nuevo, Benjamin argumenta que la propia noción de progreso histórico inevitable que caracteriza a la socialdemocracia complica una reconstrucción de la historia desde dicha perspectiva que no justifique o legitime el fascismo. 
La Tesis XI es la más extensa; en ella, Benjamin profundiza en su crítica a la socialdemocracia, que ha aportado una falsa conciencia de la realidad a los obreros convenciéndolos de que nadaban con la corriente del progreso histórico, puesto en última instancia al servicio de la tecnocracia fascista. En esta Tesis, Benjamin realiza una crítica de la confianza en las mejoras de las condiciones trabajo que ha caracterizado a la socialdemocracia alemana desde la Crítica del Programa de Gotha, visión difundida por Joseph Dietzgen y que, para Benjamin, ha llevado a una ilusoria concepción del trabajo como fuente de riqueza —visión cercana a la ética protestante del trabajo— y al olvido de que las clases proletarias no disponen en realidad de su fuerza de trabajo. 
La Tesis XII viene introducida por una cita de Nietzsche: «Necesitamos de la historia, pero la necesitamos de otra manera a como la necesita el holgazán mimado en los jardines del saber». Benjamin considera que los espartaquistas han rescatado del olvido de la socialdemocracia la noción marxista (compartida también por Blanqui) de revolución como redención de las clases venideras pasadas, en vez de «como liberación de las generaciones venideras». 
La Tesis XIII está precedida de una cita del socialdemócrata Joseph Dietzgen, que considera que el pueblo es cada vez más sabio y la revolución está cada día más cerca. Benjamin piensa, frente a esto, que la crítica marxista habrá de ir destinada no solo a esta concepción lineal de un progreso supuestamente incesante, sino a la representación del tiempo como homogéneo y vacío, marco en el cual, para Benjamin, se encuadra necesariamente la representación del progreso del ser humano en la historia. 
En la Tesis XIV Benjamin expande lo expuesto en la Tesis XIII, argumentando que a la representación de la historia como un tiempo homogéneo y vacío Robespierre contrapuso una visión de la Revolución como una Roma que retorna. Benjamin se percata de que, paradójicamente, la moda capitalista realiza una tarea parecida a la del revolucionario mesiánico que él reivindica, pues la moda «husmea lo actual dondequiera que lo actual se mueve en la jungla de otrora». Sin embargo, piensa Walter Benjamin, dicho gesto no es más que un «salto de tigre al pasado» dentro del terreno de la clase dominante. Frente a ello, Benjamin reivindica el salto dialéctico, en un sentido marxista y revolucionario. 
En la Tesis XV, Benjamin se ocupa de la revisión del tiempo que, históricamente, han tendido a realizar las revoluciones. Recuerda que la Revolución Francesa introdujo un nuevo calendario, cuyo primer día tiene por función la aceleración histórica del tiempo. Cuenta la anécdota de cómo en la Revolución de Julio se disparó contra los relojes en varios sitios de París, de forma simultánea pero independiente. 
La Tesis XVI consiste en una crítica de la visión mecanicista del progreso que caracteriza al historicismo. Benjamin considera que esta ideología historicista plantea una imagen estática del pasado, mientras que el materialismo histórico ha de buscar una experiencia única con este sabiéndose dueño de sus fuerzas. 
En la Tesis XVII, Walter Benjamin contrapone dos formas de hacer historiografía: la de la historia universal del historicismo, que se limita a acumular acontecimientos dentro de un tiempo vacío, sin ningún fundamento teórico, y la del materialismo histórico, que es constructiva en tanto que se acerca al momento mónada de la historia en el que reconoce una posibilidad mesiánica y redentora, una «coyuntura revolucionaria en la lucha en favor del pasado oprimido». 
La Tesis XVIII entra en diálogo con la biología moderna, que ha establecido la irrelevancia relativa del tiempo de existencia del Homo sapiens dentro de la historia de la vida orgánica sobre la Tierra. Benjamin comprende que su noción mesiánica es coherente con esta visión, pues el tiempo «como modelo del mesiánico resume en una abreviatura enorme la historia de toda la humanidad». 
En el Apéndice A, Walter Benjamin aborda las limitaciones de la historiografía historicista al comprender el pasado como una sucesión de causas y efectos entre momentos históricos. Benjamin entiende que, al reducir cada momento histórico a mera causa de un momento histórico siguiente, la visión historicista se muestra incapaz de dar cuenta de la importancia real de cada fenómeno. La mesiánica, por el contrario, «dejará de desgranar la sucesión de datos como un rosario entre sus dedos», pues será capaz de distinguir en los milenios de historia humana la acción de los mesiánicos. 
En el Apéndice B, Benjamin realiza una reivindicación de la noción de historia del Judaísmo. Esta religión experimenta el pasado como una conmemoración, y prohíbe la adivinación del futuro sin por ello verlo como un tiempo vacío, ya que comprende que en cualquier instante de ese tiempo futuro puede entrar el Mesías.

## Recepción
En primer lugar, en cuanto a la recepción de la obra del filósofo alemán, hay que tener en cuenta que una parte importante, y a veces problemática, de la historia de la recepción póstuma de Benjamin es también la historia de la edición de sus libros. No solamente en alemán, sino en otras lenguas de referencia, como el inglés y el español, o el francés y el italiano. Por regla general, hasta 1955 la obra de Benjamin solo estaba al alcance de los que lo conocieron y conservaban alguna de sus publicaciones, o andaba perdida en librerías de lance, bibliotecas o archivos.
El propio Benjamin envía el manuscrito de las Tesis sobre el concepto de historia a Hannah Arendt antes de que ella dejara Francia y poco antes de que él se suicidara cuando huyendo de la persecución por la Gestapo. Arendt lo hace llegar a Theodor Adorno, miembro del Instituto de Investigación Social al que se adscribe la Escuela de Frankfurt. Uno de los principales dirigentes de esta institución es Max Horkheimer, quien decide en 1942, en Los Ángeles, publicar una obra titulada Walter Benjamin zum Gedächtnis (En memoria de Walter Benjamin). Aquí se publican las Tesis por primera vez. 
En 1947 se publicó una traducción francesa de Pierre Missacen en la revista Les Temps Modernes. Y una traducción inglesa de Harry Zohn fue incluida en Iluminaciones, una colección de ensayos de Benjamin editada por Arendt en inglés, en EE. UU. en 1968.
Al tratarse de un texto fragmentario, corto e inconcluso, como muchas otras obras de Benjamin, las Tesis suelen estar incluidas en antologías. Las tesis están en relación con dos ensayos sobre Charles Baudelaire y con el Libro de los pasajes, proyecto inconcluso y el más ambicioso de todos los abordados por el filósofo. Este gran proyecto, titulado en alemán Das Passagen-Werk y en inglés The Arcades Project, consiste en una enorme colección de escritos sobre la ciudad de París a lo largo del siglo XIX.
En castellano hay varias antologías que incluyen las Tesis. Entre ellas, además de las obras completas publicadas en varios volúmenes, está Iluminaciones, una traducción al castellano de la mencionada obra editada en su primera edición por Hannah Arendt.